# Hỏa phụng liêu nguyên
Hỏa Phụng Liêu Nguyên (chữ Hán: 火鳳燎原) là một bộ truyện tranh của tác giả Trần Mưu (Chen Mou) lấy bối cảnh thời kỳ cuối nhà Hán đến Tam Quốc diễn nghĩa.
Điểm đặc biệt ở đây là nhân vật trung tâm của truyện không phải là Tào Tháo, Lưu Bị hay Tôn Quyền theo truyền thống mà là Tư Mã Ý và Triệu Vân. Nét mới của truyện tranh là sự xuất hiện của nhân vật Liêu Nguyên Hỏa - một sát thủ xuất quỷ nhập thần vừa dữ dội vừa thanh nhã, mang hình tượng bất tử của một con phượng hoàng lửa và Liêu Nguyên Hỏa được xác định chính là Triệu Vân.

## Mở đầu
Câu chuyện bắt đầu về giấc mơ của Tư Mã Ý, trong mơ ông thấy mình đang thao túng hoàng đế trị vì thiên hạ thì xuất hiện quái vật một mình đấu vạn người xông vào hành thích ông... Giấc mơ báo trước tương lai.
Liêu Nguyên Hỏa là thủ lĩnh của Tàn binh, một nhóm sát thủ hành động theo lệnh của Tư Mã Ý đã hành thích Hứa Lâm người được xem là Trí trùm thiên hạ...

## Ám Sát Hứa Lâm
Năm 184, Đạo Thái Bình hay còn gọi là Giặc Khăn Vàng nổi lên khởi nghĩa. Cuộc khởi nghĩa kéo dài 4 năm khiến các quân phiệt mỗi nơi đều trở nên lớn mạnh.
Năm 189, Lưu Biện lên ngôi lấy hiệu là Thiếu Đế. Ngoại thích và hoạn quan tranh giành quyền lực khiên kinh thành Lạc Dương trở nên hỗn loạn hơn bao giờ hết. Đại tướng quân Hà Tiến giết chết Đại hoạn quan Kiển Thạc, cùng với đó là cho gọi quân Tây Lương của Đổng Trác vào kinh đô để giúp sức mình. Nhưng khi quân Đổng Trác chưa tới thì Hà Tiến đã chết dưới tay bọn hoạn quan. Đổng Trác vẫn dẫn quân vào kinh, không chế cục diện. Cùng năm ấy, Đổng Trác phế Lưu Biện, lập Lưu Hiệp mới 9 tuổi lên ngôi vua rồi tự mình làm Tướng Quốc giải quyết việc triều chính.
Năm 190, dưới sự tàn bạo của Đổng Trác, các quân phiệt khắp nơi vì muốn nâng cao thế lực mà đã lấy danh "Lật đổ Đổng Trác" và tôn Viên Thiệu lên làm minh chủ.
Hứa Lâm - Trí trùm thiên hạ, bạn thân của Lữ Bố đã được Đổng Trác sai đi khắp nơi vùng Hà Nội để được sự trợ giúp từ các thương gia hay các danh gia vọng tộc. Nhưng Tư Mã Ý lúc đó đã nhận ra được điều mà mọi người không thể đoán được: ám sát Hứa Lâm. Tập đoàn sát thủ mang danh Tàn Binh đứng đầu là Liêu Nguyên Hỏa vốn được trà trộn vào đám trợ thủ của Hứa Lâm với thân phận là con trai của viên tướng họ Triệu tên Hiền. Cùng sự trợ giúp từ 3 người cộng sự bao gồm:
Tiểu Mạnh: Một thái giám, sở hữu một sắc đẹp nghiêng nước nghiêng thành có khả năng cung thủ cực tốt. Chuyên đoạn hậu ở sau
Quách Ngang: Tên đầu trọc bị cụt tay, sở hữu một thanh chùy và một chùy khác được gắn liền với tay cụt với một sợi xích
Trương Lôi: Bị mất chân nhưng lại trở thành bậc thầy sử dụng một thanh gươm được gắn vào chiếc chân giả thay thế.
Cả hội ám sát thành công Hứa Lâm khiên Đổng Trác mất đi một người có năng lực giao thuyết tuyệt vời. Nhưng cùng từ đó mà một con quái vật khác đã ra đời.

## Ba quái nhân - Cướp một thành, cứu hai thành
Một gã khuôn mặt được che lập bới một chiếc mặt na kì dị.
Một gã sở hữu một bộ râu đặc trưng.
Và một gã có một đôi mặt và cái miệng cực kì...
Ba gã bước vào thành cùng với quân lính hét lớn:
"Bọn ta là người của Đổng Đại nhân."
Rồi sau lính đi cướp bóc tất cả trong thành Kinh Dương. Thái thú vì không tin cũng như là không muốn điều này xảy ra đã bị ba kẻ đó trói buộc vào cột giữa trời mà đánh đập. Bá tánh sợ hãi cũng vì đó mà giao nộp gần hết những tài sản quí báu của mình. Khi thấy quân Quan Đông (là quân đoàn của các lực lượng quân phiệt do Viên Thiệu đứng đầu chống lại Đổng Trác) tiến vào thì cả ba người vội vùng cùng với quân lính tẩu thoát qua cửa tây. Vì thành Kinh Dương vừa mới bị "quân của Đổng Trác" cướp bóc nên khi thấy đoàn quân Quan Đông tới liền hoan nghênh đón chào. Vồn quân Quan Đông của tính vào thánh để cướp nhưng khi thấy dân chúng đối đãi chân tình nên không thể ra tay.
Trong khi đó, ba kẻ kia lại đến một thành khác cách Kinh Dương không xa. Nơi đây quả thức là nghèo xơ xác vì mới trải qua một trận cướp bóc từ đoàn quân Quan Đông. Thay vì ra sức cướp nay kẻ có cái miệng lưỡi sắc bén lại đem của cải mình có được đem chia cho những người nơi dây. Một hành động không ngờ từ những kẻ cướp. Thì ra họ là những người chính nghĩa. Lấy thân phận là thuộc hạ Đổng Trác mà cướp thành Kính Dương để bá tánh đối xử với quân Quan Đông tử tể hơn nên mới không bị cướp. Còn của cướp này lại chia cho người lại vừa bị quân Quan Đông cướp để họ có một cuộc sống mới. Cướp một thành, cứu hai thành.
Lưu Huyền Đức, Quan Vân Trường, Trương Dục Đức. Ba tên này đều được xướng lên một cách to lớn cả trong sử sách và thành trì đổ nát này.